# Simone Muratore
Simone Muratore, né le 30 mai 1998 à Coni, est un footballeur italien qui évolue au poste de milieu de terrain.

## Biographie

### En club
Passé par les clubs régionaux de Villafalletto et Saluces, Muratore rejoint les centres de formations de la Juventus en 2012.
Joueur régulier de l'équipe réserve en Serie C, dont il porte le brassard à plusieurs reprises, il est plusieurs fois appelé avec l'équipe professionnelle à partir de la saison 2016-17.
Il fait ses débuts en Ligue des champions le 11 décembre 2019 contre le Bayer Leverkusen, en remplaçant Juan Cuadrado à la 93e minute de jeu (victoire 2-0 à la BayArena).

## Palmarès
- Finaliste de la Coupe d'Italie en 2020 avec la Juventus Turin